# Regering-Martens V
De regering-Martens V (17 december 1981 - 28 november 1985) was een Belgische regering. Het was een coalitie tussen de CVP/PSC (43 en 18 zetels) en de PVV/PRL (28 en 24 zetels).
Onder deze regering gebeurde de devaluatie van de Belgische frank in februari 1982 en de plaatsing van 16 kruisraketten in Florennes in maart 1985. Deze regering ondertekende ook het Schengenakkoord op 14 juni 1985 waardoor de systematische grenscontroles in België werden afgeschaft en zo een vrij verkeer in de Europese Schengenlanden mogelijk werd. Hierdoor werd het mogelijk om naar Frankrijk, West-Duitsland, Nederland en Luxemburg te reizen zonder gecontroleerd te worden.
De regering volgde de regering-M. Eyskens I op na de verkiezingen van 8 november 1981 en werd opgevolgd door de regering-Martens VI na de verkiezingen van 13 oktober 1985.

## Samenstelling
De regering telde 15 ministers (inclusief de premier) en 10 staatssecretarissen. De CVP had 5 ministers (inclusief de premier) en 3 staatssecretarissen, PRL 4 ministers en 2 staatssecretarissen, PVV 3 ministers en 3 staatssecretarissen en de PSC 3 ministers en 2 staatssecretarissen.
| Ambtsbekleder                                                      | Ambtsbekleder                      | Ambtsbekleder                         | Functie en bevoegdheden                                                                                                  | Termijn                             | Partij                  |
| Kernkabinet                                                        | Kernkabinet                        | Kernkabinet                           | Kernkabinet | Kernkabinet                         | Kernkabinet             |
| ------------------------------------------------------------------ | ---------------------------------- | ------------------------------------- | --- | ----------------------------------- | ----------------------- |
|                                                                    |                                    | Wilfried Martens (1936-2013)          | Premier | 17 december 1981 - 28 november 1985 | CVP                     |
|                                                                    |                                    | Jean Gol (1942-1995)                  | Vicepremier Justitie en Institutionele Hervormingen                                                                      | 17 december 1981 - 28 november 1985 | PRL                     |
| Buitenlandse Handel                                                | 6 januari 1985 - 28 november 1985  | Jean Gol (1942-1995)                  | |                                     | PRL                     |
|                                                                    |                                    | Willy De Clercq (1927-2011)           | Vicepremier Financiën en Buitenlandse Handel                                                                             | 17 december 1981 - 6 januari 1985   | PVV                     |
|                                                                    |                                    | Charles-Ferdinand Nothomb (1936-2023) | Vicepremier Binnenlandse Zaken en Openbaar Ambt                                                                          | 17 december 1981 - 28 november 1985 | PSC                     |
|                                                                    |                                    | Frans Grootjans (1922-1999)           | Vicepremier Financiën en Middenstand                                                                                     | 6 januari 1985 - 28 november 1985   | PVV                     |
| Ministers                                                          |                                    |                                       | |                                     |                         |
|                                                                    |                                    | Leo Tindemans (1922-2014)             | Buitenlandse Betrekkingen                                                                                                | 17 december 1981 - 28 november 1985 | CVP                     |
|                                                                    |                                    | Mark Eyskens (1933)                   | Economische Zaken | 17 december 1981 - 28 november 1985 | CVP                     |
|                                                                    |                                    | Louis Olivier (1923-2015)             | Openbare Werken | 17 december 1981 - 28 november 1985 | PRL                     |
| Middenstand                                                        | 20 januari 1983 - 6 januari 1985   | Louis Olivier (1923-2015)             | |                                     | PRL                     |
|                                                                    |                                    | Herman De Croo (1937)                 | Verkeerswezen en Posterijen, Telegrafie en Telefonie                                                                     | 17 december 1981 - 28 november 1985 | PVV                     |
|                                                                    |                                    | Michel Hansenne (1940)                | Tewerkstelling en Arbeid                                                                                                 | 17 december 1981 - 28 november 1985 | PSC                     |
|                                                                    |                                    | Daniël Coens (1938-1992)              | Onderwijs | 17 december 1981 - 28 november 1985 | CVP                     |
|                                                                    |                                    | Philippe Maystadt (1948-2017)         | Begroting, Wetenschapsbeleid en het Plan                                                                                 | 17 december 1981 - 28 november 1985 | PSC                     |
|                                                                    |                                    | Albert Demuyter (1925-2011)           | Brusselse Gewest en Middenstand                                                                                          | 17 december 1981 - 20 januari 1983  | PRL                     |
|                                                                    |                                    | Alfred Vreven (1937-2000)             | Landsverdediging | 17 december 1981 - 28 november 1985 | PVV                     |
|                                                                    |                                    | Michel Tromont (1937-2018)            | Onderwijs | 17 december 1981 - 9 juni 1983      | PRL                     |
|                                                                    |                                    | André Bertouille (1932)               | Onderwijs | 9 juni 1983 - 28 november 1985      | PRL                     |
|                                                                    |                                    | Jean-Luc Dehaene (1940-2014)          | Sociale Zaken en Institutionele Hervormingen                                                                             | 17 december 1981 - 28 november 1985 | extraparlementair (CVP) |
|                                                                    |                                    | Paul Hatry (1929-2010)                | Brusselse Gewest | 20 januari 1983 - 28 november 1985  | PRL                     |
| Staatssecretarissen                                                |                                    |                                       | |                                     |                         |
|                                                                    |                                    | André Kempinaire (1929-2012)          | Buitenlandse Handel, toegevoegd aan de minister van Buitenlandse Handel                                                  | 17 december 1981 - 28 november 1985 | PVV                     |
|                                                                    |                                    | Etienne Knoops (1934)                 | Energie, toegevoegd aan de minister van Economische Zaken                                                                | 17 december 1981 - 28 november 1985 | PRL                     |
| Middenstand, toegevoegd aan de minister van Middenstand            | 20 januari 1983 - 28 november 1985 | Etienne Knoops (1934)                 | |                                     | PRL                     |
|                                                                    |                                    | Cécile Goor-Eyben (1923-2024)         | Brusselse Gewest, toegevoegd aan de minister van het Brusselse Gewest                                                    | 17 december 1981 - 28 november 1985 | PSC                     |
|                                                                    |                                    | Pierre Mainil (1925-2013)             | Pensioenen, toegevoegd aan de minister van Sociale Zaken                                                                 | 17 december 1981 - 28 november 1985 | PSC                     |
|                                                                    |                                    | Louis Waltniel (1925-2001)            | Openbaar Ambt, toegevoegd aan de minister van Binnenlandse Zaken en Openbaar Ambt                                        | 17 december 1981 - 28 november 1985 | PVV                     |
| Financiën, toegevoegd aan de minister van Financiën en Middenstand | 6 januari 1985 - 28 november 1985  | Louis Waltniel (1925-2001)            | |                                     | PVV                     |
|                                                                    |                                    | Paula D'Hondt (1926-2022)             | Posterijen, Telegrafie en Telefonie, toegevoegd aan de minister van Verkeerswezen en Posterijen, Telegrafie en Telefonie | 17 december 1981 - 28 november 1985 | CVP                     |
|                                                                    |                                    | Paul De Keersmaeker (1929-2022)       | Europese Zaken en Landbouw, toegevoegd aan de minister van Buitenlandse Betrekkingen                                     | 17 december 1981 - 28 november 1985 | CVP                     |
|                                                                    |                                    | Firmin Aerts (1929)                   | Volksgezondheid en Leefmilieu, toegevoegd aan de minister van Sociale Zaken                                              | 17 december 1981 - 28 november 1985 | CVP                     |
|                                                                    |                                    | Jacqueline Mayence-Goossens (1932)    | Ontwikkelingssamenwerking, toegevoegd aan de minister van Buitenlandse Betrekkingen                                      | 17 december 1981 - 9 juni 1983      | PRL                     |
|                                                                    |                                    | François-Xavier de Donnea (1941)      | Ontwikkelingssamenwerking, toegevoegd aan de minister van Buitenlandse Betrekkingen                                      | 9 juni 1983 - 28 november 1985      | PRL                     |
|                                                                    |                                    | Annemie Neyts (1944)                  | Brusselse Gewest, toegevoegd aan de minister van het Brusselse Gewest                                                    | 17 december 1981 - 28 november 1985 | PVV                     |

### Herschikkingen
- Op 20 januari 1983 nam minster van Brussels Gewest en Middenstand Albert Demuyter (PRL) ontslag. Louis Olivier (PRL) werd minister van Middenstand en Etienne Knoops (PRL) staatssecretaris van Middenklasse. Paul Hatry (PRL) werd minister van het Brussels Gewest.
- Op 9 juni 1983 werd minister van Onderwijs Michel Tromont (PRL) vervangen door André Bertouille (PRL) omdat hij gouverneur van Henegouwen werd. Staatssecretaris voor Ontwikkelingssamenwerking Jacqueline Mayence-Goossens (PRL) werd vervangen door François-Xavier de Donnéa (PRL) omdat zij Waalse ministers van Huisvesting en Informatica werd in de regering-Dehousse II.
- Op 6 januari 1985 nam Willy De Clercq (PVV) ontslag om Europees Commissaris van Buitenlandse Zaken en Handel te worden. Jean Gol (PRL) kreeg de bevoegdheid Buitenlandse Handel en Frans Grootjans (PVV) verving hem als vicepremier en minister van Financiën. Ook nam Grootjans Middenklasse over van Louis Olivier (PRL). Staatssecretaris Louis Waltniel (PVV) kreeg er de bevoegdheid Financiën bij.